# Гейнс, Константин Карлович
Константи́н Ка́рлович Гейнс (Генс) — отставной генерал-майор, участник Турецкой, Польской, Кавказской и Крымской кампаний. Георгиевский кавалер.

## Биография
Происходил из дворян Эстляндской губернии. Изначально Гейнс воспитывался в гражданском учебном заведении, однако под влиянием царившего в русском обществе после Отечественной войны 1812 года ― патриотического энтузиазма, он вопреки воли родителей, не окончив курс, в 1817 году поступил на воинскую службу в Шлиссельбургском егерском полку, а в 1819 году был произведён в офицерский чин. В чине капитана участвовал в Русско-турецкой войне 1828—1829 годов, за отличие в которой был награждён орденом Св. Анны 4-й степени и произведён в майоры. После этого принял участие в подавлении польского восстания 1830―1831 годов. Участвовал в штурме Варшавы в 1831 году, после падения которой был назначен временно исполняющим должность коменданта. 3 февраля 1844 года переведён в Белостокский пехотный полк. 1 ноября 1850 года получил чин полковника.
Во время Восточной войны Гейнс командовал 4-м батальоном Белостокского пехотного полка, который в октябре 1853 года в составе 13-й пехотной дивизии на судах был переброшен из Севастополя на Кавказ. Во время кавказской кампании он принял участие в ряде жестоких сражений. 27 мая 1854 года в сражении у дер. Ланчхути был контужен. По представлению генерал-лейтенанта князя Андроникова за отличие в том сражении Гейнс был пожалован императорской короной к ордену Св. Анны 2-й степени. За победу при р. Чолоки 4 июня 4-му батальону, которым командовал Гейнс, было Высочайше пожаловано Георгиевское знамя с надписью «За отличие в сражении против турок за р. Чолоком 4-го июня 1854 г.». Принимал участие в осаде и штурме Карса, за что 15 апреля 1856 года ему была Высочайше пожалована золотая полусабля с надписью «За храбрость».
После войны Гейнс уволен в отставку в чине генерал-майора от 20 мая 1856 года.

## Семья
Жена — Аристея Константиновна. Дочь греческого аристократа Коминари-Корезо, эмигрировавшего в Бухарест, где Гейнс после знакомства с его семьёй, во время Турецкой кампании, в 1830 году женился не его дочери.
Имел 6 детей (3 сына и 3 дочери). Известные сыновья:
- Константин (1831—?) ― отставной генерал-майор артиллерии, литератор.
- Александр (1834—1892) ― артиллерийский генерал-лейтенант, казанский губернатор, этнограф.
- Владимир (1839—1888; псевдоним Вильям Фрей) ― писатель, гуманист.

## Награды
- орден Св. Анны 4 ст. (1829)
- орден Св. Анны 3 ст. с бантом (1831)
- знак отличия «За военное достоинство» 3 ст. (1831)
- орден Св. Владимира 4 ст. с бантом (1836)
- орден Св. Станислава 2 ст. (1839)
- орден Св. Георгия 4 ст. [25 лет] (№ 6597; 5.12.1841)
- знак отличия «За безупречную службу» [30 лет] (1849)
- Монаршее Благоволение (1853)
- орден Св. Анны 2 ст. (1852) с императорской короной (1855)
- знак отличия [35 лет] (1854)
- золотая полусабля «За храбрость» (1855)